# Campeonato Europeo de Halterofilia de 2002
El LXXXI Campeonato Europeo de Halterofilia se celebró en Antalya (Turquía) entre el 22 y el 28 de abril de 2002 bajo la organización de la Federación Europea de Halterofilia (EWF) y la Federación Turca de Halterofilia.

## Medallistas

### Masculino
| Evento  | Oro                                                      | Plata                                               | Bronce                                              |
| ------- | -------------------------------------------------------- | --------------------------------------------------- | --------------------------------------------------- |
| 56 kg   | Vitali Dzerbianiou · Bielorrusia · 125,0 + 152,0 = 277,5 | Sedat Artuç Turquía 122,5 + 145,0 = 267,5           | Igor Grabucea Moldavia 122,5 + 145,0 = 267,5        |
| 62 kg   | Leonidas Sabanis · Grecia · 140,0 + 165,0 = 305,0        | Stefan Gueorguiev Bulgaria 130,0 + 167,5 = 297,5    | Olexandr Lyjvald · Ucrania · 132,5 + 160,0 = 292,5  |
| 69 kg   | Galabin Boevski Bulgaria 160,0 + 190,0 = 350,0           | Yorgos Tzelilis · Grecia · 150,0 + 182,5 = 332,5    | Reyhan Arabacıoğlu Turquía 150,0 + 180,0 = 330,0    |
| 77 kg   | Gueorgui Markov Bulgaria 167,5 + 200,0 = 367,5           | Zlatan Vanev Bulgaria 155,0 + 207,5 = 362,5         | Mehmet Yılmaz Turquía 165,0 + 195,0 = 360,0         |
| 85 kg   | Guiorgui Asanidze Georgia 175,0 + 205,0 = 380,0          | Mariusz Rytkowski · Polonia · 172,5 + 207,5 = 380,0 | Aslambek Ediyev · Rusia · 165,0 + 202,5 = 367,5     |
| 94 kg   | Alexei Petrov · Rusia · 185,0 + 215,0 = 400,0            | Milen Dobrev Bulgaria 182,5 + 215,0 = 397,5         | Nizami Paşayev Azerbaiyán 180,0 + 215,0 = 395,0     |
| 105 kg  | Alan Tsagaev Bulgaria 185,0 + 235,0 = 420,0              | Denys Hotfrid · Ucrania · 187,5 + 230,0 = 417,5     | Bünyamin Sudaş Turquía 185,0 + 232,5 = 417,5        |
| +105 kg | Ronny Weller · Alemania · 202,5 + 247,5 = 450,0          | Paweł Najdek · Polonia · 185,0 + 245,0 = 430,0      | Olexi Kolokoltsev · Ucrania · 187,5 + 240,0 = 427,5 |

1. 1 2 3  Arrancada (kg) + dos tiempos (kg) = total olímpico (kg).

### Femenino
| Evento | Oro                                                    | Plata                                              | Bronce                                          |
| ------ | ------------------------------------------------------ | -------------------------------------------------- | ----------------------------------------------- |
| 48 kg  | Olena Zinovieva · Ucrania · 80,0 + 97,5 = 177,5        | Svetlana Ulianova · Rusia · 77,5 + 95,0 = 172,5    | Nurcan Taylan Turquía 77,5 + 95,0 = 167,5       |
| 53 kg  | Aylin Daşdelen Turquía 92,5 + 112,5 = 205,0            | Emine Bilgin Turquía 80,0 + 105,0 = 185,0          | Anikó Ajkay · Hungría · 75,0 + 105,0 = 180,0    |
| 58 kg  | Aleksandra Klejnowska · Polonia · 90,0 + 123,0 = 212,5 | Neli Yankova Bulgaria 87,5 + 117,5 = 205,0         | Henrietta Ráki · Hungría · 92,5 + 112,5 = 205,0 |
| 63 kg  | Nataliya Skakun · Ucrania · 105,0 + 135,0 = 240,0      | Anastasía Tsakiri · Grecia · 105,0 + 125,0 = 230,0 | Guergana Kirilova Bulgaria 97,5 + 120,0 = 217,5 |
| 69 kg  | Valentina Popova · Rusia · 112,5 + 140,0 = 252,5       | Svetlana Jabirova · Rusia · 107,5 + 140,0 = 247,5  | María Tatsi · Grecia · 90,0 + 122,5 = 212,5     |
| 75 kg  | Şule Şahbaz Turquía 112,5 + 132,5 = 245,0              | Aysel Özgür Turquía 110,0 + 130,0 = 240,0          | Ilona Dankó · Hungría · 107,5 + 127,5 = 235,0   |
| +75 kg | Agata Wróbel · Polonia · 127,5 + 155,0 = 282,5         | Viktória Varga · Hungría · 120,0 + 155,0 = 275,0   | Albina Jomich · Rusia · 125,0 + 145,0 = 270,0   |

1. 1 2 3  Arrancada (kg) + dos tiempos (kg) = total olímpico (kg).

## Medallero
| Núm. | País        | Oro | Plata | Bronce | Total |
| ---- | ----------- | --- | ----- | ------ | ----- |
| 1    | Bulgaria    | 3   | 4     | 1      | 8     |
| 2    | Turquía     | 2   | 3     | 4      | 9     |
| 3    | Rusia       | 2   | 2     | 2      | 6     |
| 4    | Polonia     | 2   | 2     | 0      | 4     |
| 5    | Ucrania     | 2   | 1     | 2      | 5     |
| 6    | Grecia      | 1   | 2     | 1      | 4     |
| 7    | Alemania    | 1   | 0     | 0      | 1     |
| 7    | Bielorrusia | 1   | 0     | 0      | 1     |
| 7    | Georgia     | 1   | 0     | 0      | 1     |
| 10   | Hungría     | 0   | 1     | 3      | 4     |
| 11   | Azerbaiyán  | 0   | 0     | 1      | 1     |
| 11   | Moldavia    | 0   | 0     | 1      | 1     |
|      | TOTAL       | 15  | 15    | 15     | 45    |